# Schütze

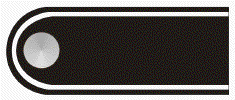
Axelklaff för Schütze (Waffen-SS).

Schütze ("skytte") är den lägsta graden för en soldat inom den tyska militären. Graden används dock mycket sällan och översatt till svenska gradbeteckningar ligger den en grad under menig. Schütze användes även av Nazitysklands Waffen-SS som SS-Schütze. Inom Allgemeine-SS motsvarades den av SS-Mann.